# Guadalupe (álbum)
Guadalupe es el segundo álbum de estudio del grupo de rock latino colombiano The Mills,publicado en julio de 2011. El álbum cuenta con la producción de Jay de la Cueva, baterista de la agrupación mexicana Fobia y la coproducción de Alejandro Lozano guitarrista de la agrupación Superlitio.
La grabación del material se desarrolla en Ciudad de México y Bogotá, el nombre del disco viene inspirado en la triste historia de uno de sus miembros, quien perdió a su bebé cuando tenía ocho meses de gestación (Guadalupe, sería el nombre de la bebe), que también inspira la canción «Guadalupe» que fue compuesta por Bako el vocalista de la banda. La grabación y masterización del álbum se desarrolló en Bogotá.

## Contenido

### Canciones
- Tres Seis Cinco

La letra no busca nada. Es un juego de números y palabras, una canción divertida para tentar la imaginación.
- Lo peor de mí

Esta canción habla de enamorarse por las razones equivocadas. Siempre pasa. Te enamoras de alguien y luego sufres por las mismas razones que te llevaron a esa persona.
- Soy

Es divertido hacer una canción que suena feliz y que la letra hable de que estás solo, porque eres un orgulloso que la embarra cuando habla. Esta no necesita mucha explicación.
- No tengas miedo

La letra es muy expresa, nadie supera sus miedos, todos los días vuelven a nacer y todos los días debes volver a superarlos. Es la única forma. Así que no tengas miedo.
- Sin ti sin mi

Es la descripción de una pelea y así tu tengas la razón, primero el amor que tener la razón.
- Guadalupe

Esta canción es una oración. Es tener el valor de poder amar a alguien así esa persona haya muerto. Eso es el verdadero amor; poder amar a alguien sin esperar nada. La historia es real y personal. Una tragedia solo se puede escribir desde el amor no desde el dolor, esta canción representa eso para mí.
- El beso que no diste

Es la típica historia donde sabes que perdiste a alguien o una relación muy grande por cobarde. No fuiste capaz de decir lo que sentías. La tenías ahí para ti y te dio miedo. Después de un tiempo te enteras que sí le gustabas. Perdiste un beso por cobarde.
- Dolor delator

La gente hace muchas cosas por amor. Perdonar es una de ellas y, a veces, perdonas y perdonas tanto que te engañas a ti mismo y solo el dolor te hace caer en cuenta y recordar que ese camino solo trae lágrimas.
- Miénteme

El coro lo explica todo; no puedo vivir sin ti, hasta me voy a creer tus mentiras.
- Todo es temporal

Esta fue escrita con Jay de la Cueva, queríamos que una canción representara su paso por Bogotá y por nuestras vidas. Hoy estás mañana ya pasó, igual nos lo vamos a gozar.

### Sencillos
- Tres Seis Cinco

El vídeo de la canción «Tres Seis Cinco» fue grabado en Bogotá, muestra a la banda tocando con mucha energía paralelo a varias escenas que fueron enviadas a la banda por fanáticos alrededor del mundo. La dirección del vídeo estuvo a cargo del polifacético Diego Cadavid, baterista de la banda. También cuenta con la colaboración de Iván Cuevas como director asistente y la edición de Juan Guillermo Herrera. Tiene una duración de 2:54 minutos. Fue estrenado el 6 de marzo de 2012 en la página oficial de The Mills en Youtube.
- Guadalupe

El vídeo de Guadalupe se encuentra en producción y cuenta con la dirección de Simón Brand, realizador de videoclips de artistas como Alejandro Fernández, Ricky Martin, Alejandro Sanz, Juan Luis Guerra, Fonseca, Paulina Rubio, y director de las películas Paraiso Travel¸ Unknown y Encuere, será la persona que realizará la historia visual de «Guadalupe».
A su lado estará Diego Cadavid, baterista de The Mills, fotógrafo, actor y dueño de «El Silencio» compañía fotográfica, con la cual ha realizado destacados trabajos editoriales, publicitarios, catálogos comerciales y retratos personales. Esta vez Diego será la persona encargada de realizar la producción y dirección de fotografía del vídeo quien adelanta que “Va a ser un gran vídeo, de muy buen presupuesto, rodado con las mejores cámaras y con una historia muy emotiva y triste a la vez.

## Lista de canciones
| Lista de canciones |                        |          |  |
| N.º                | Título                 | Duración |  |
| 1.                 | «Tres seis Cinco»      | 02:47    |  |
| 2.                 | «Lo peor de mi»        | 04:04    |  |
| 3.                 | «Soy»                  | 03:40    |  |
| 4.                 | «No tengas miedo»      | 03:24    |  |
| 5.                 | «Sin ti sin mi»        | 03:24    |  |
| 6.                 | «Guadalupe»            | 03:52    |  |
| 7.                 | «El beso que no diste» | 03:19    |  |
| 8.                 | «Dolor delator»        | 02:24    |  |
| 9.                 | «Mienteme»             | 03:02    |  |
| 10.                | «Todo es temporal»     | 03:13    |  |
| 11.                | «Nadie»                | 03:30    |  |